# Ogród zoologiczny w Baku
Ogród zoologiczny w Baku (azer. Bakı zooloji parkı) – ogród zoologiczny założony w 1928 roku w mieście Baku w Azerbejdżanie. Ogród ma powierzchnię 4,25 ha, zamieszkuje go około 1200 zwierząt z 168 gatunków.